# 蛸乌贼
蛸乌贼（学名：Octopoteuthis sicula）又名蛸魷魚、八腕魷，为蛸乌贼科蛸乌贼属的动物，俗名匕首蛸乌贼。分布于相模湾、菲律宾群岛、俄勒冈、苏门答腊、孟加拉湾、印度洋北赤道流域、亚丁湾、阿古拉斯海流流域、安哥拉、毛里塔尼亚、西北非、地中海、比，包括南海等海域，生活环境为海水，一般栖息于深层以及1000米内。其生存的海拔范围为-2500至-500米。该物种的模式产地在地中海。